# Bijvoetnetwants
De bijvoetnetwants (Tingis crispata) is een wants die behoort tot netwantsen. Hij leeft op bijvoet. Ze komen voor van april tot oktober, met het hoogtepunt op mei en juni. De volwassen exemplaren leven verspreid over de vegetatie en komen zelden in grote aantallen bij elkaar voor. Ze overwinteren als volwassen dier.

## Kenmerken
Hij heeft een lengte van 2,6 tot 3,2 mm.

## Verspreiding
De bijvoetnetwants komt voor in Europa en Azië.